# Raúl Baena
Raúl Baena, właśc. José Raúl Baena Urdiales (ur. 2 marca 1989 w Torremolinos) – hiszpański piłkarz grający w Melbourne Victory na pozycji pomocnika.

## Kariera klubowa
W wieku 18 lat zadebiutował w pierwszym zespole; 4 października 2009 w meczu Villarreal CF, mecz zakończył się wynikiem remisowym.